# Stockholms bandyförbund
Stockholms bandyförbund eller Bandyförbundet distrikt Stockholm är ett förbund inom Svenska Bandyförbundet som ansvarar för bandyutveckling, bandytävlingar och samarbete mellan bandyklubbar inom Storstockholm. Förbundet har sitt kansli i Solna.

## Historik
Förbundet bildades den 28 april 1933. Tidigare hade bandyn i Stockholmsområdet administrerats av Stockholms Fotbollförbund. Vid Nordiska spelen deltog vissa gånger distriktsförbundslag i bandyturneringen. Stockholm vann 1926.